# 天台宗判教
漢傳佛教的判教思想中，天台宗的判教體系最具有影響力。最早由智顗提出，分為五味教/五時教、化儀四教、化法四教，合稱五味八教、五時八教。

## 概論
教判，即教相判释，亦称教相、判教、教摄，即判别解释佛陀教法相状差别之理論。大乘佛教諸多教典傳至中國後，佛教僧眾就教说的形式、深淺、先後等，進行分类而判別教说。佛陀教法應對象根機，義理互有出入，教相判释因此产生，以明佛陀言行之真意，建立貫攝全部佛法的綱領與體系。
隋朝智者大師創建天台宗，論難南三北七的教判，貢獻了新的判教理論，提出五味教/五時教、化儀四教與化法四教三部份，合稱五味八教、五時八教，和華嚴宗、法相宗之教判並爲漢傳佛教傳統通行之判教體系。
五味八教、五時八教之理論出自智顗的《妙法蓮華經玄義》和《維摩經玄疏》之《四教義》。在《妙法蓮華經玄義》提到「五味教」、「半滿五時」、「半滿五味」、「兩種四教」、「八教」，解釋了五味、化儀四教、化法四教。《四教義》則集中在化法四教之解釋。
其合稱，非出於智顗，而見於後人的著作中，如荊溪湛然《法華文句記》：「種種之言，亦不出五時八教」、《止觀義例》：「常以五味八教，以簡於權」。解釋闡明天台宗教判的著作有：明曠《天台八教大意》、 諦觀《天台四教儀》、 智旭《教觀綱宗》。

## 分類

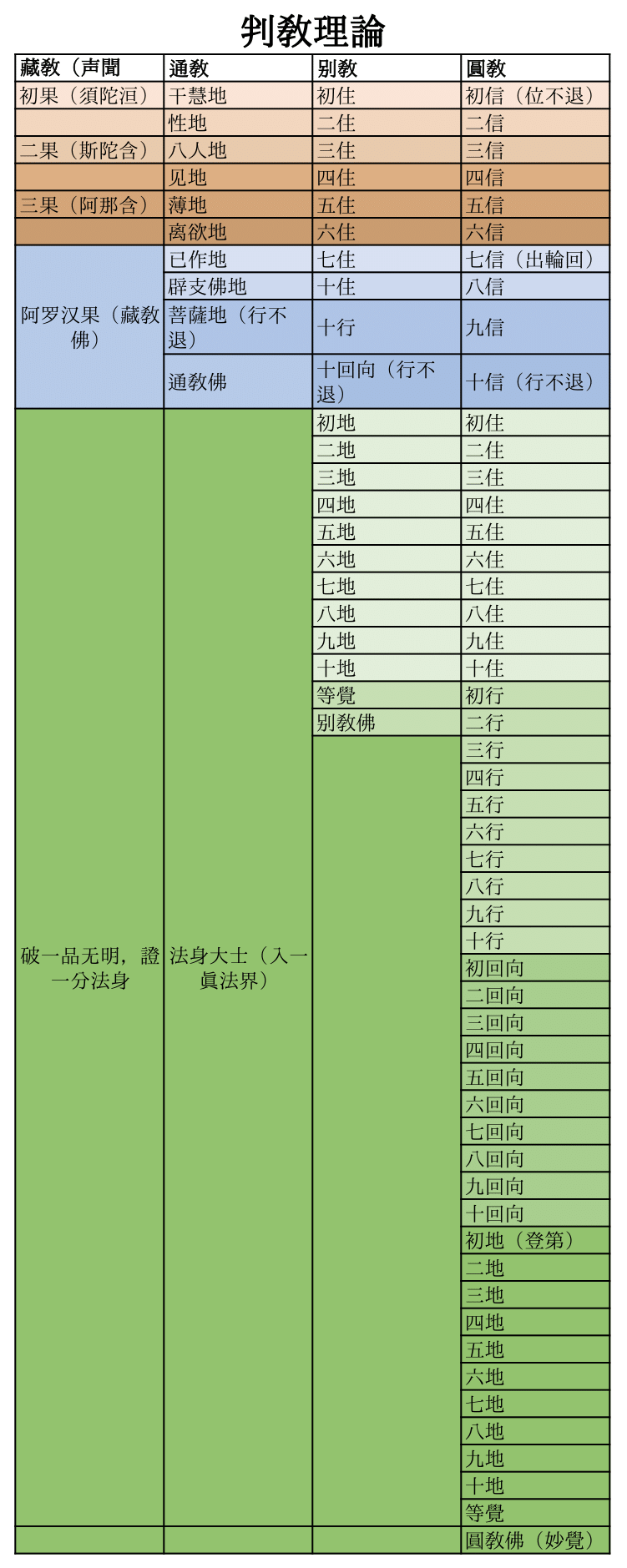

### 五味
智顗在《妙法蓮華經玄義》提出「五味教」的理論。以佛陀順應眾生根機，說法有深淺不同之五味。五味教是引用《大般涅槃經》「從牛出乳，從乳出酪，從酪出生酥，從生酥出熟酥，從熟酥出醍醐。醍醐最上」：
- 如日初出，前照高山，厚殖善根，頓說佛道。頓說本不為聲聞，聲聞雖在座，如聾如瘂，此如《華嚴》。約法被緣，緣得大益，名頓教相。約說次第，名從牛出乳味相。
- 次照幽谷，淺行偏明，當漸為開解，此如《三藏》（四阿含、五部律、婆沙、俱舍）。三藏本不為菩薩說，菩薩雖在座，聲聞不識，此乃小隔於大，大隱於小。約法被緣，名漸教相。約說次第，名酪味相。
- 次照平地，逐器方圓，隨波動靜，示一佛土，令淨穢不同。示現一身，巨細各異，一音說法，隨類各解。恐畏、歡喜、厭離、斷疑、神力不共，故見有淨、穢，聞有褒、貶，嗅有薝蔔、不薝蔔，花有著身、不著身，慧有若干、不若干，此如《淨名》（維摩詰所說經）。約法被緣，猶是漸教。約說次第，生蘇味相。
- 大人蒙其光用，嬰兒喪其睛明。故云「但為菩薩說其實事，而不為我說斯真要。」。雖三乘俱學，二乘取證，具如《大品》（大品般若經）。若約法被緣，猶是漸教。約說次第，名熟蘇味相。
- 日光普照，高下悉均平。若低頭，若小音，若散亂，若微善，皆成佛道。不令有人獨得滅度，皆以如來滅度而滅度之，具如今經（妙法蓮華經）。若約法被緣，名漸圓教。若說次第，醍醐味相。

智顗從未將其五味教命名為五時教（其著作中的五時教是指南三北七諸師的五時教）。其五味教就相通之處而論，五味皆通一切時，如《妙法蓮華經玄義》：「論通，通於初後。若華嚴頓乳，別但在初，通則至後」。又說「凡論頓漸，蓋隨所為。若就如來，實大小並陳，時無前後，但所為之人，悟解不同。自有頓受，或從漸入，隨所聞結集」。就分別之處而論，則華嚴經為初頓，四阿含經等三藏為第二時，維摩、思益等諸方等經為第三時，般若諸經為第四時，法華經、涅槃經為第五時。
諦觀在《天台四教儀》中，將五味教，稱作五時教：
- 華嚴時：如來初成正覺，在寂滅道場，現毘盧遮那身，說圓滿修多羅，故言頓教。若約機、約教，則又兼權。謂「初發心時便成正覺」等文，為圓機說圓教。處處說行布次第，則為權機說別教。故約部為頓，約教名兼。代表為《華嚴經》。
- 阿含時（鹿苑時）：如來示現從兜率降胎，出家苦行六年，菩提樹下以草為座，成劣應身。初在鹿苑先為五人，說四諦、十二因緣、事六度等三藏教，破見、思煩惱。代表為《四阿含》。
- 方等時：《維摩詰經》等彈偏折小，歎大褒圓，俱說藏、通、別、圓四教，其心體信大乘之理，聞罵不瞋，內懷慚愧，心漸淳淑。代表為《維摩》、《思益》、《楞伽》、《首楞嚴》、《金光明》、《勝鬘》等。
- 般若時：一切法皆摩訶衍，大小融會，無二無別，汰除大、小别见情执，此般若中，不說三藏教，帶通教、別教，正說圓教。代表為《大般若經》、《金剛般若》、《大品般若》等諸般若經。阿含、方等、般若，此三對華嚴頓教，總名為漸。
- 法華涅槃時：開權顯實，三乘皆一佛乘，令前四之藏、通、別教皆成圓教。前四之圓教，本自圓融，不待開顯，不過不及法華淳一無雜，獨說圓教。於般若時，聲聞轉教大乘，皆知法門。佛於法華時，開示悟入佛之知見，授記作佛而已。次說大涅槃，為未熟者，更說藏通別圓四教，具談佛性，令具真常入大涅槃，此名捃拾教。又因末代鈍根，於佛法中起斷滅見，而設三種權法，扶一圓實，故名扶律談常教。代表為《法華經》、《大般涅槃經》。

蕅益智旭在《教觀綱宗》中，指天台之五時不可拘定年月日時，如來一切時皆說此五味教，但隨化機，為其說法。
據靜修法師《教觀綱宗科釋》所說，別五時乃指如來說出諸部經典，確有先後五個時序；通五時乃謂如來說法，隨機宜施設，並非於某一固定的時段，只說某一部經。

### 八教
智顗在《四教義》中提出化法四教；又在《妙法蓮華經玄義》提出化儀四教。

#### 化儀四教
化儀四教，指如來為了適應各類眾生根器而設的教化軌道。
智顗沿用南三北七諸師，劃分：一、頓。二、漸。三、不定，三種教相，雖立名同於南三北七諸師，但定義不同，是以華嚴、般若、法華、淨名諸經中，但說佛道者，為頓教相，而非單以華嚴經為頓教部。漸次開示，由淺至深，從人天至佛道，逐步說明者，為漸教相，不取南三北七諸師有相、無相、常住等判分。不定教指諸經處處明佛性之理，由各人開悟之機不同，或於頓教得見佛性，或於漸教，佛為提謂波利說五戒時、或於初轉法輪時、或於方等大乘教中、或於摩訶般若教中，或於涅槃教中，得見佛性。智顗是以於五味教之前味開悟，或於後味開悟，得益不定，為不定教相，而非單以央掘、勝鬘、金光明等經為不定教部。若佛說法，各人領悟、得益不同，即是不定教（顯露不定）；若佛說法，彼此得益，但互不相知其所聞法，即是祕密教（祕密不定）。
- 頓教：《華嚴》七處八會之說，譬如「日出先照高山」。《淨名》「唯嗅薝蔔」。《大品》「不共般若」。《法華》：「但說無上道」，又說：「始見我身，聞我所說，即皆信受，入如來慧，若遇眾生，盡教佛道。」《涅槃》二十七卷：「雪山有草名為忍辱，牛若食者，即得醍醐。」又說「我初成佛，恒沙菩薩來問是義，如汝無異。」。諸大乘經如此意義類例，皆名頓教相，非頓教部。
- 漸教：如《涅槃》十三卷：「從佛出十二部經，從十二部經出修多羅，從修多羅出方等經，從方等經出般若，從般若出涅槃。」如此等意，即是漸教相。又始自人天、二乘、菩薩、佛道，亦是漸教。又從中間，次第而入，亦是漸教。
- 祕密教：谓佛陀以不可思议的智慧、神通，“或為此人說頓，或為彼人說漸，彼此互不相知，能令得益”，名祕密教。
- 不定教：谓佛陀一音演說法，眾生隨類各得解。由如來不思議力，“能令眾生於漸說中得頓益，於頓說中得漸益，如是得益不同”，名不定教。

#### 化法四教
化法四教，指如來為了適應各類眾生程度而設的教化範圍。
- 藏教：全稱三藏教，即阿含經、律、論三藏，修證可斷我執而入阿羅漢涅槃，暗含菩薩教法[5]。
- 通教：“通”者謂貫通，涵蓋三乘，以菩薩乘爲正機，以聲聞、緣覺二乘爲傍機，般若、方等經內「共般若」等，即通教。[5]
- 別教：專說菩薩法，別前二教，別後圓教，故名“別”，明菩薩歷劫修行行位次第。
- 圓教：所謂“圓”，即圓妙、圓滿、圓足、圓頓，正說中道實相，明不思議境，謂觀一念心，具足無減三千性相百界千如（一念三千），即此之境即空即假即中（一心三觀），更不前後，廣大圓滿，橫竪自在。